# 해남 북평 달량진성
해남 북평 달량진성(海南北平達梁鎭城)은 대한민국 전라남도 해남군 북평면에 있다. 2010년 11월 19일 해남군의 향토문화유산 제19호로 지정되었다.

## 개요
달량진성은 완도로 통하는 남창의 동쪽 해안에 축조된 성으로, 현재 남창마을 동쪽 해안에 약 50여m가량 성벽이 남아 있다.
이 성의 축조 연대는 정확히 알 수 없으나 성종대에 왜구의 해안 침입 방어를 위해 축조된 것으로  조선초  만호(萬戶)가 배치되었던 우수영 관할의 진성이다.  성을 끼고 있는 남창은 해남에서 완도를 이어주는 중요한 해상 교통로로 달량진, 또는 우달도(右達島)로 불렀으며 이곳에 남창을 두었다는 기록이 있다. 특히 이곳은 달량진사변(을묘왜변)과 수성송(守城松)에 대한 유래가 전해진 곳이다.
조선 초 왜구의 침입을 막기 위해 이곳에 수군진성이 설치되었다.
1522년 신달량(新達梁)의 진(鎭)에 왜구가 침범하였고, 1552년 완도 가리포(加里浦)로 수군진을 옮긴 후 이곳에서 달량진사변이 일어났다. 이때 인근 현들이 모두 함락되는 가운데도 해남 현감으로 있던 변협(邊協)만이 성을 지켰던 일은 잘 알려진 사실이다. 사변이 끝난 후 이곳에서 얼마 떨어지지 않은 북평면 이진에 이진진(梨津鎭)이 설치되고 이곳에 남창을 두었다는 기록이 있는데 남창 이전엔 달량진, 또는 우달도(右達島)라 불렀다 한다. 남창에서 땅끝 쪽으로 가는 동남쪽 해안에는 성으로 온 마을이 쌓여 있는 이진리가 나온다. 이곳의 지형이 배처럼 생겼다 해서 배진 또는 이진이라 붙여졌다 한다. 이곳 이진, 남창, 완도군 달도는 배형국을 이룬다고 하며 이진은 배, 달도는 닻, 이진과 남창 사이의 언덕을 치(키)로 보고 있다.
우리나라는 삼국시대 이래 끊임없이 이어진 외적의 침입을 막기 위해 수 많은 성을 쌓았다. 그래서 조선 세종때 양성지(梁誠之)는 우리나라를 성곽의 나라라고 할 정도였다. 이는 그만큼 외부의 침입이 많았다는 것을 말한다. 남해지역 또한 삼면이 바다로 둘러 쌓인 까닭에 고대로 해상교통의 중요 지역인 서남 해안의 모통이에 자리잡아 특히 바다로 부터의 침입 등 많은 외침에 시달려야 했다. 이러한 까닭에 여러 곳에 많은 성을 쌓았다. 지방행정 관서가 있는 읍을 방어하기 위한 읍성, 수군의 방어기지로서 자리잡은 곳에 쌓은 영성(營城)과 진성(鎭城), 가장 일반적으로 많이 쌓고 있는 산의 자연적인 지세를 최대한 활용하여 능선을 따라 쌓는 산성 등 여러 형태의 성이 해남에도 산재해 있다.
고고학적으로 성곽은 대체로 기원전 1∼2세기경 높은 지대에 위치한 집단거주지에 외부의 짐승과 적의 칩입을 막기 위해 설치한 방어 시설에서 비롯된다. 이러한 성은 삼국시대 삼국 간의 직접적인 마찰과 대립으로 인해 일어난 잦은 전투가 본격적인 성의 구축을 조성하게 하는 배경이 된다. 성곽은 보통 처음 만들고 설치하기 쉬운 간단한 목책(木柵)으로부터 시작된다. 그 다음 흙으로 쌓아 올린 토성으로 발전해가며 그 다음은 인력과 경비가 많이 소요되지만 튼튼하고 오래가는 석성으로 발전해 간다. 흙으로 만든 토성은 보통 흙을 다져가며 쌓는 판축법(板築式)과 토성이 축조될 곳의 좌우 흙을 파내 둔덕을 쌓아 올리는 삭토법이 있는데 판축식은 주로 평야에서 삭토식은 산등성이에서 사용되었다. 또한 성의 형태에서는 처음에는 산봉우리를 중심으로 정상부근에 테를 두른듯한 테뫼형이 많으나 후기에 오면 골짜기를 둘러싸는 포곡형(包谷形)이 주류를 이룬다. 이러한 성들은 목적에 따라 여러 형태로 조성되었다.

## 같이 보기
- 가리포진